# Else Ehrich

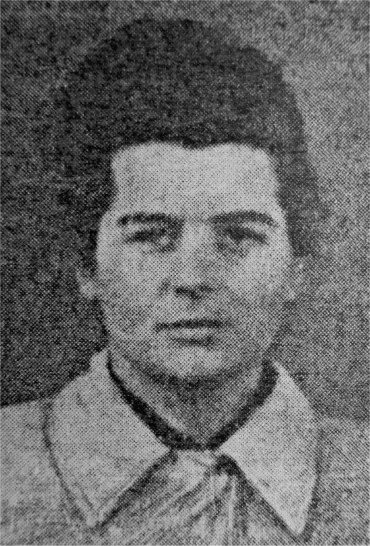
Else Ehrich während des zweiten Majdanek-Prozesses, 1946

Else Lieschen Frida Ehrich (* 8. März 1914 in Bredereiche, heute Fürstenberg/Havel; † 26. Oktober 1948 in Lublin) war eine deutsche SS-Aufseherin in verschiedenen Konzentrationslagern.

## Leben
Else Ehrich (im Kirchenbuch von Bredereiche „Elsa“ geschrieben) war eine Tochter des Schiffers Albert Paul Karl Ehrich und dessen Frau Anna Emma Frieda, geb. Schwieger. Am 1. Juni 1914 wurde sie in Bredereiche evangelisch getauft. Sie war nach dem Abschluss ihrer Schullaufbahn in einer Metzgerei tätig. Später meldete sie sich freiwillig zum Dienst als Aufseherin im KZ Ravensbrück und absolvierte dort ab dem 15. August 1940 einen qualifizierenden Lehrgang. Zunächst war sie dort als Aufseherin des Blocks 13 tätig, bis sie im Sommer 1942 zur Rapportführerin befördert wurde. Mitte Oktober 1942 wurde sie in das KZ Majdanek versetzt, wo sie bereits nach kurzer Zeit als Oberaufseherin fungierte. Ehrich nahm dort an der Selektion für die Gaskammer teil. Im Zuge der Räumung des KZ Majdanek gelangte Ehrich in das KZ Plaszow und nach dessen Evakuierung im September 1944 in das KZ Neuengamme, wo sie bis zum April 1945 tätig war.
Nach Kriegsende wurde Ehrich im Mai 1945 durch Angehörige der britischen Armee in Hamburg verhaftet und zunächst im Internierungslager Neumünster inhaftiert. Bald darauf wurde sie in das Kriegsverbrecherlager PWE 29 nach Dachau verbracht, wo sie sich eine Zelle mit Maria Mandl teilte. Am 22. November 1946 wurde Ehrich an Polen ausgeliefert und im zweiten Lubliner Majdanek-Prozess am 10. Juni 1948 aufgrund ihrer Beteiligung an Selektionen in Majdanek und wegen Misshandlungen von Häftlingen in den Konzentrationslagern Majdanek und Ravensbrück zum Tode durch den Strang verurteilt. Die Revision des Urteils wurde trotz eines von ihr eingebrachten Gnadengesuchs am 22. September 1948 abgelehnt. Ehrich wurde am 26. Oktober 1948 in Lublin hingerichtet.